# Кадровая развёртка
Кадровая развёртка — вертикальная составляющая телевизионной развёртки, применяющейся для разложения изображения на элементы и его последующего воспроизведения. Развёртка может быть механической или электронной. В более узком смысле кадровая развёртка — часть электронной схемы передающей камеры, телевизионного приёмника или монитора компьютера, осуществляющая разложение изображения или его воспроизведение в вертикальном направлении. Чаще всего это понятие употребляется применительно к устройствам, использующим электронно-лучевую трубку для формирования последовательности кадров телевизионного изображения с заданной частотой.

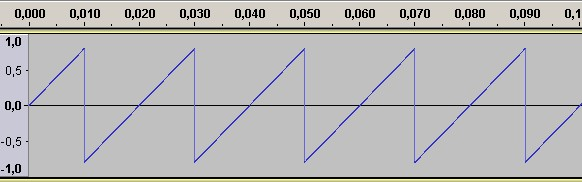
Пилообразный ток кадровой развёртки частотой 50 Гц

## Назначение
Генератором кадровой развёртки передающей камеры или телевизора формируется пилообразный ток, который, протекая через катушки магнитной отклоняющей системы, обеспечивает отклонение электронного луча по вертикали, что в сочетании со строчной развёрткой создаёт на экране изображение, состоящее из целых кадров или полей. Частота повторения импульсов равна частоте кадров при прогрессивной развёртке или полей при чересстрочной. Чересстрочная развёртка применяется в большинстве систем телевещания для увеличения частоты мерцания экрана выше критической, воспринимаемой человеческим зрением. Такая технология является компромиссом между частотой кадросмен и требуемой шириной полосы пропускания канала, которая при чересстрочной развёртке вдвое ниже, чем при прогрессивной с такой же разрешающей способностью. Частота полей (полукадров) составляет 50 Герц для европейского стандарта разложения 576i и 60 Герц для американского 480i.
В полупроводниковых приборах генератор кадровой развёртки отсутствует, а вместо него используется заданная последовательность считывания информации с элементов светочувствительной матрицы. При механической развёртке кадровая обеспечивается спиральным расположением отверстий в диске Нипкова.

## Синхронизация
Для создания на экране приёмника устойчивого изображения необходима синхронизация кадровых развёрток передающей камеры или другого источника видеосигнала и телевизора (монитора). Такая синхронизация осуществляется при помощи специальных кадровых синхроимпульсов, передаваемых в составе кадровых гасящих импульсов вместе с видеосигналом.
Длительность кадрового гасящего импульса незначительно превышает длительность обратного хода развёртки на величину запаса гашения. Это необходимо для предотвращения «заворота» изображения на горизонтальных границах кадра.
Первоначально генераторы кадровой развёртки конструировались с привязкой к частоте промышленного переменного тока. Именно поэтому полукадровая частота европейского и американского стандартов разложения отличаются. Однако, дальнейшее развитие телевизионной техники избавило от такой необходимости, используя синхросигнал.